# Hankajärvi (sjö i Enonkoski, Södra Savolax)
Hankajärvi är en sjö i kommunen Enonkoski i landskapet Södra Savolax i Finland. Sjön ligger 90 meter över havet. Arean är 53 hektar och strandlinjen är 6,17 kilometer lång. Sjön  ingår i Vuoksens huvudavrinningsområde.   Den ligger omkring 97 kilometer nordöst om S:t Michel och omkring 300 kilometer nordöst om Helsingfors. 